# Species Astragalorum
Species Astragalorum (abreviado Sp. Astragal.) es un libro con ilustraciones y descripciones botánicas que fue escrito por el zoólogo y botánico alemán, célebre por sus trabajos en Rusia Peter Simon Pallas. Fue publicado en Leipzig en 13 partes en los años  1800-1803, con el nombre de Species Astragalorum Descriptae et Iconibus Coloratis Illustratae a P. S. Pallas, Eq... cum Appendice.